# 陈奋健
陈奋健（1962年10月—2020年8月16日），男，广东梅县人，中华人民共和国政治人物，中国共产党党员，中共十九大代表。毕业于长沙交通学院，后在北京大学光华管理学院获得高级管理人员工商管理硕士学位。他拥有教授级高级工程师职称，曾享受国务院政府特殊津贴，长期在交通系统工作。他在担任中国铁道建筑集团有限公司党委书记、董事长期间坠楼逝世，終年五十八歲。

## 生平
陈奋健1979年考入长沙交通学院港口与航道工程专业，1983年本科毕业。之后，陈奋健开始在交通系统任职。他历任交通部第四航务工程局一公司三处技术员，副股长、副主任，一处副主任，三处主任，一公司经理助理、副经理。
1997年10月，陈奋健加入了中国共产党，而此時交通部第四航务工程局已经改制为中国港湾建设（集团）总公司第四航务工程局。1997年8月至2005年8月间，陈奋健先后担任了中国港湾建设总公司第四航务工程局一公司经理、第四航务工程局副局长、局长兼党委副书记。2005年，中国港湾建设（集团）总公司与中国路桥（集团）总公司重组为中国交通建设集团有限公司。同年8月，陈奋健升任新组建的中国交通建设集团副总经理。第二年升任董事，於2007年再次升任該公司黨委常委，同時身兼中國港湾工程有限責任公司與中交投資有限公司董事長、法定代表人。一直到2014年，陳奮健再次升職，升任中國交通建設股份有限公司執行董事以及總經理，事隔兩年後升任中國鐵道建築集團有限公司董事長，同時兼任中國鐵建股份有限公司董事长。於2017年，他当选中共十九大代表。
2020年8月16日，陈奋健因意外去世，終年五十八歲。而此時恰逢国资委党委第二巡视组巡视中国铁道建筑集团有限公司結束。另外，公安已經介入調查此事。